# 하이퍼케인
하이퍼케인(hypercane)은 지금까지 기록된 바다 온도보다 15 °C 이상 높은 50 °C 근처로 바다 온도가 도달할 경우 만들어질 가설적인 열대 저기압의 종류 중 하나이다. 이러한 열대 저기압은 대형 소행성이나 혜성의 충돌, 초화산의 분화, 광범위한 지구 온난화 등에 의해 나타날 수 있다. 큰 소행성이나 혜성의 충돌로 만들어진 하이퍼케인이 공룡을 멸종하는 데 영향을 끼쳤다고 생각하고 있다. 이 가설적인 용어는 MIT의 케리 에마누엘 교수가 처음으로 사용하면서 알려지게 되었다.

## 물리학적 설명

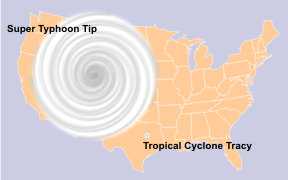
미국 본토와 가장 컸던 열대 저기압인 태풍 팁, 가장 작았던 열대 저기압인 사이클론 트레이시를 비교한 모습.

에마누엘의 가설적 모델에 따르면, 하이퍼케인이 형성하기 위해서는 바다 온도가 48 °C 이상이 되어야 한다. 현재의 허리케인과 하이퍼케인의 가장 큰 차이점은 현재의 허리케인은 성층권 하부에만 머무는 반면, 하이퍼케인은 성층권 상부까지 형성될 것이라는 점이다.
하이퍼케인의 풍속은 적어도 800 km/h 이상은 될 것이며, 중심 기압은 70 kPa(700 밀리바) 미만으로 엄청나게 긴 생명력을 유지할 것이다. 비교를 위해, 기록상 가장 강력하고 컸던 열대 저기압인 태풍 팁의 풍속은 305 km/h였으며, 중심 기압은 87 kPa(870 밀리바)였다. 결국, 하이퍼케인은 기록상 가장 강력했던 열대 저기압보다 적어도 8배 이상 강력할 것이다.
하이퍼케인의 크기는 북아메리카 전체를 덮을 수 있을 것이며, 18m 높이의 폭풍 해일이 하이퍼케인 주변 300 km를 덮칠 것이다. 물이 일주일 이상 뜨거울 것이며, 그로 인해 더 많은 하이퍼케인을 만들게 할 것이다. 하이퍼케인의 구름은 성층권 30km까지 도달할 것이다. 이러한 강렬한 열대 저기압은 지구의 오존층도 손상시킬 것이다. 성층권의 물 분자는 오존과 반응하여 산소로 분해되는 작용을 촉진시킬 것이며, 그 결과 자외선 흡수량을 줄일 것이다.

## 메커니즘
하이퍼케인은 허리케인과 같이 바다와 성층권 온도차를 이용한 카르노 기관 형태로 작용할 것이다. 열대 저기압의 눈으로 흘려들어가는 공기는 해수가 증발하면서 발생한 잠열을 얻고 눈의 벽 내부에서 공기가 다시 상승하며 현열 형태로 방출하면서 열대 저기압 상층부 멀리로 공기가 떠날 것이다. 들어오는 에너지는 난류 경계층 주변 표면의 에너지 소산을 통해 에너지 평형을 이루게 된다.
그러나, 에마누엘의 모델에서는 바다와 성층권의 온도차가 너무 클 시 평형 방정식의 해법은 없다. 더 많은 공기가 하강하면, 방출된 열이 열대 저기압의 눈 상부 압력을 감소시킨다. 더 낮아진 압력은 더 많은 열을 방출하면서 폭주 과정으로 이끌어질 것이다. 실제적인 하이퍼케인의 세기 제한은 다른 에너지 소비 요인에 따라 달라지는 불확실한 모습을 보인다. 등온 과정의 유입 과정이 중단되는지, 폭풍의 눈 주변의 충격파로 인해 에너지가 방출될 것인지, 또는 와류나 난류의 발생 여부 등에 따라서 달라지게 된다.

## 같이 보기
- 세계재앙위험